# Totes Blatt (Fangschrecke)
Das Tote Blatt (Deroplatys lobata), auch als Totes-Blatt-Mantis bekannt, ist eine Fangschrecke aus der Familie der Mantidae. Die markante Art erhält ihren Trivialnamen durch ihr Erscheinungsbild, das einem verdorrten Blatt sehr ähnlich sieht (Mimese).

## Merkmale

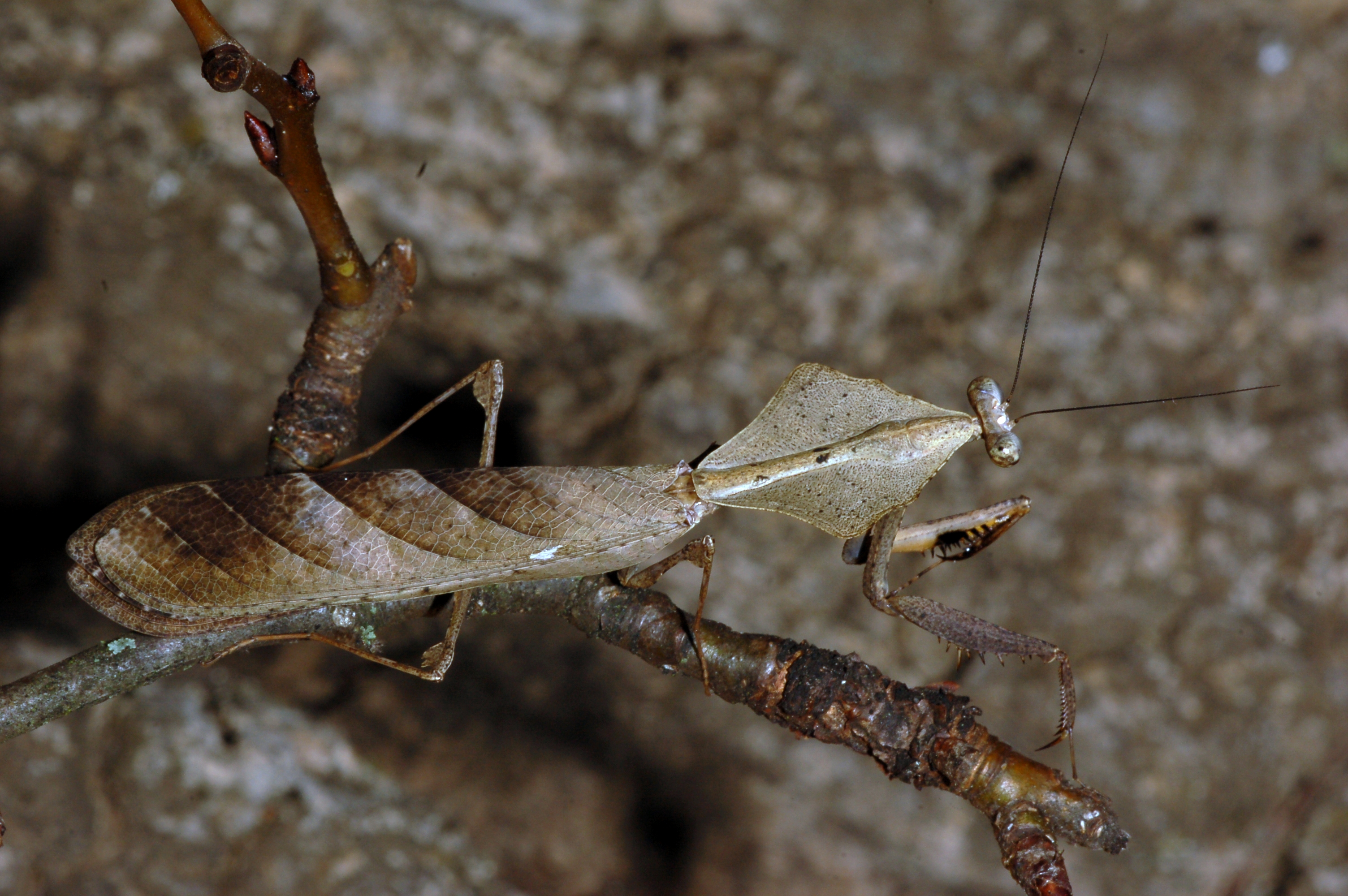
Männchen

Die Weibchen des Toten Blattes erreichen eine Körperlänge von etwa 65 bis 70 Millimetern, die Männchen bleiben mit 45 Millimetern deutlich kleiner. Die Grundfärbung der Art reicht von hell- über dunkelbraun bis gänzlich schwarz. Das Tote Blatt imitiert, ähnlich wie die Wandelnde Geige oder die Geistermantis ein verdorrtes Blatt. Durch diese Eigenschaft erhält das Tote Blatt auch seinen Namen. Auffällig sind das stark ausgebreitete Halsschild sowie die Unterflügel des Weibchens, die das Abdomen in Ruhelage seitlich und auch hinten übertreffen. Die Unterseite des zweiten Flügelpaares ist schwarz gestreift, während das erste Flügelpaar auf der Unterseite ockerfarbene und schwarze Flecken trägt. Dies ist auch bei der Innenseite der Fangarme der Fall. Die Innenseiten der Fangarme und die Unterseiten beider Flügelpaare richten sich in der Drohhaltung gegen den Angreifer. Bei dem Männchen überragen hingegen die Deckflügel die Unterflügel. Die Flügel des Männchens sind außerdem weniger kontrastreich gestaltet und darüber hinaus wie es bei den meisten männlichen Mantiden der Fall ist, voll entwickelt, was sie im Gegensatz zu den Weibchen flugfähig macht.
Bis ins dritte Nymphenstadium lassen sich die beiden Geschlechter nicht wie bei den meisten anderen Fangschreckenarten durch die Anzahl der sichtbaren Segmente an der Unterseite des Abdomens auseinanderhalten, da beide Geschlechter acht Segmente zeigen. Erst ab dem vierten Stadium entwickeln sich sowohl die äußere Gestalt, als auch die Anzahl der sichtbaren Segmente auseinander. Es sind dann sechs Segmente bei den Weibchen und acht Segmente bei den Männchen zu sehen.

## Vorkommen
Das Tote Blatt ist in Thailand, Java und Borneo vertreten. Dort hält es sich bevorzugt in Tropenwäldern in Bodennähe an Baumstämmen auf. Durch ihre Tarnung ist die Fangschrecke sowohl für Fressfeinde als auch für Beutetiere schwer zu entdecken.

## Lebensweise

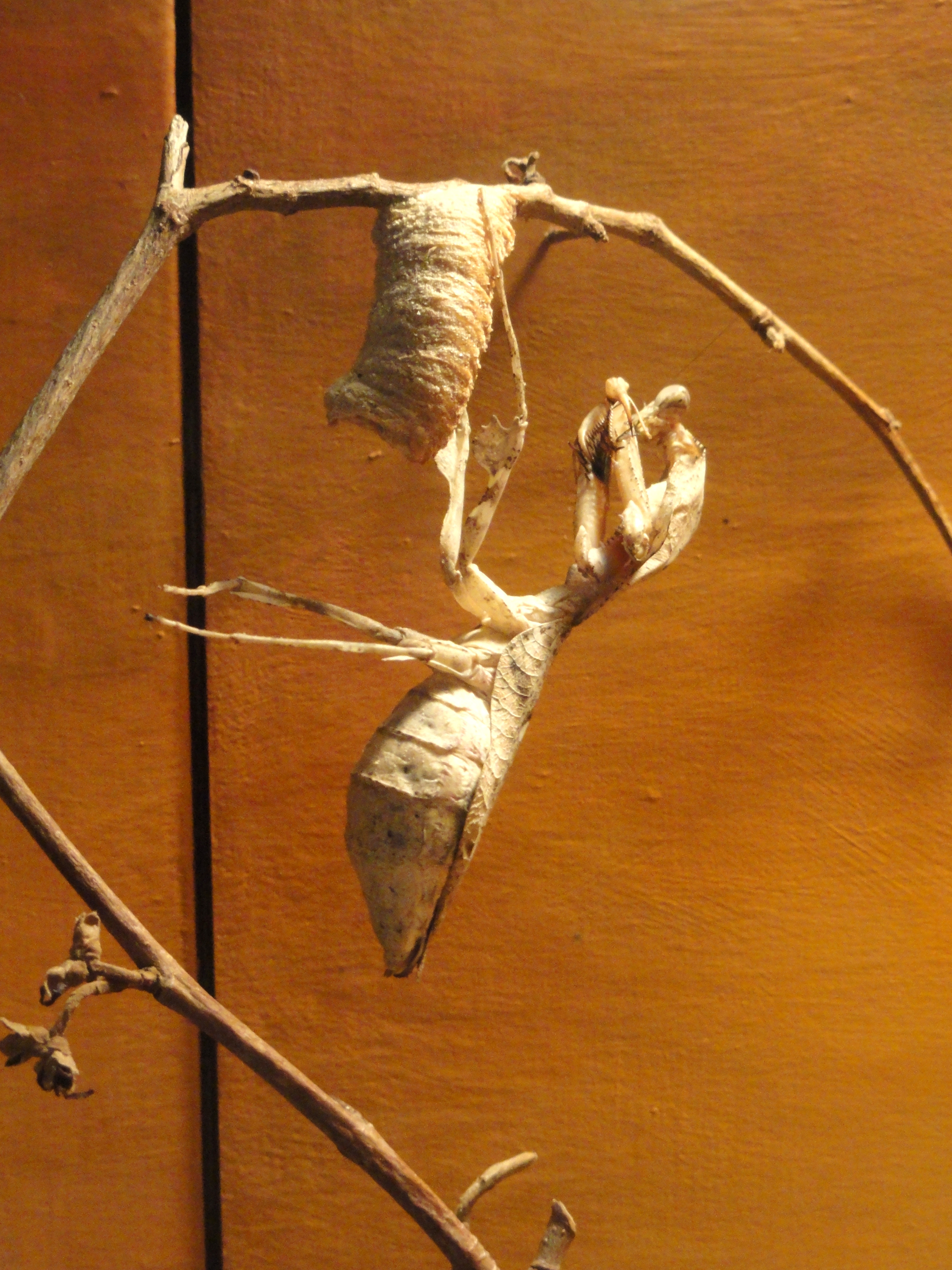
Ein weibliches Totes Blatt bewacht seine abgelegte Oothek, während es ein Beutetier verzehrt.

Wie viele Mantiden verhält sich auch das Tote Blatt überwiegend regungslos, was der Tarnung zugutekommt. Das Tote Blatt wartet in seinem Habitat getarnt auf Beutetiere, die blitzschnell mit den Fangarmen ergriffen werden, sobald sie in Reichweite gelangen. Dafür pirscht sich das Tote Blatt auch an seine Beute an. Als Beute kommen entsprechend dem Lebensraum der Mantide bodenbewohnende Tiere in Frage, die das Tote Blatt überwältigen kann. Während sich die aggressiven Weibchen häufig durch ihre Abwehrhaltung verteidigen, lassen sich die Männchen und auch die Nymphen bei Störungen zu Boden fallen und bleiben für mehrere Minuten regungslos liegen. Dabei winkeln sie die Beine an, um den Eindruck eines Laubblattes zu erwecken.

### Fortpflanzung
Die Weibchen erreichen ihre Geschlechtsreife vier Wochen nach der Adulthäutung, bei Männchen tritt dies bereits zwei Wochen nach der letzten Häutung ein. Auch bei dieser Fangschreckenart durchleben die Männchen weniger Häutungen (sieben), während die Weibchen mit neun Häutungen eine größere Anzahl bis zum Adultstadium benötigen. Dies verhindert auch hier eine Inzucht. Die Paarung dauert 10 bis 20 Stunden. Das Männchen neigt dazu, auch nach der Paarung für bis zu zwei Tage auf dem Rücken des Weibchens zu verweilen, ohne von diesem gefressen zu werden. Dies kann allerdings nach dieser Zeit eintreten. Nach der Paarung legt das Weibchen in einem Zeitraum von etwa 25 Tagen bis zu sechs Ootheken mit einer grauen oder rotbraunen Färbung und von zylindrischer und leicht gebogener Form ab, die jeweils etwa 100 Eier enthalten. Eine abgelegte Oothek wird vom Weibchen anschließend mehrere Wochen bewacht, eine Eigenschaft, die bei Fangschrecken selten ist. Aus den abgelegten Ootheken schlüpfen nach gut sechs bis sieben Wochen die Larven.

## Haltung im Terrarium
Das Tote Blatt ist genau wie die anderen Arten der Gattung, bedingt durch seine charakteristische Erscheinung, ein beliebtes Terrarientier. Die Haltung ist allerdings fortgeschrittenen Haltern zu empfehlen, da die Art eine vergleichsweise hohe Luftfeuchtigkeit sowie Temperatur benötigt.

## Systematik
Das Tote Blatt wurde 1838 von Félix Édouard Guérin-Méneville unter der Bezeichnung Choeradodis lobata erstbeschrieben und ist die Typusart der Gattung Deroplatys. Die Bezeichnung Totes Blatt wird gelegentlich auch für andere Arten der Gattung, etwa Deroplatys desiccata, Deroplatys truncata oder Deroplatys trigonodera sowie den gleichnamigen Netzflügler verwendet.

## Galerie

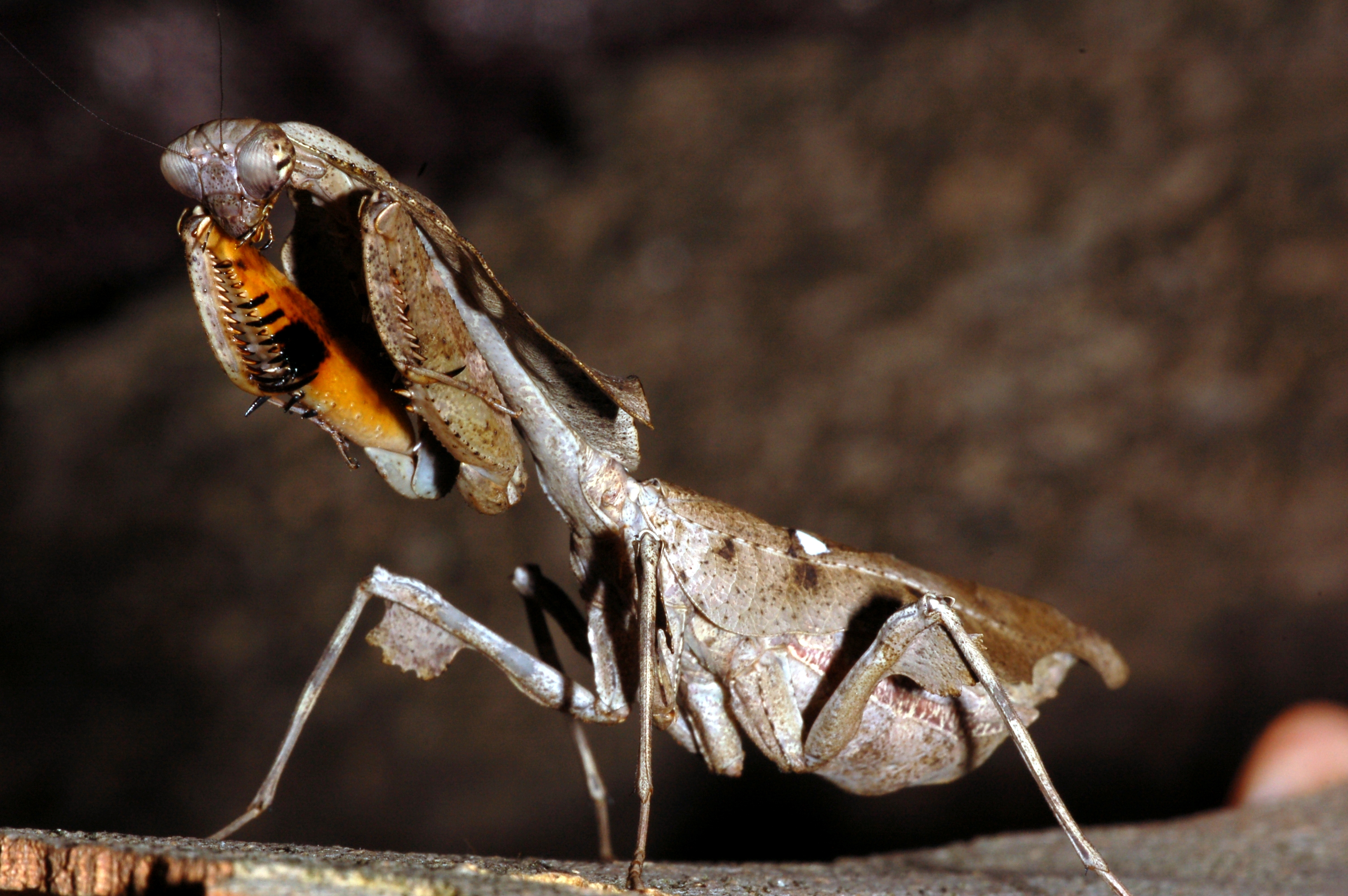
Frontalansicht eines Weibchens
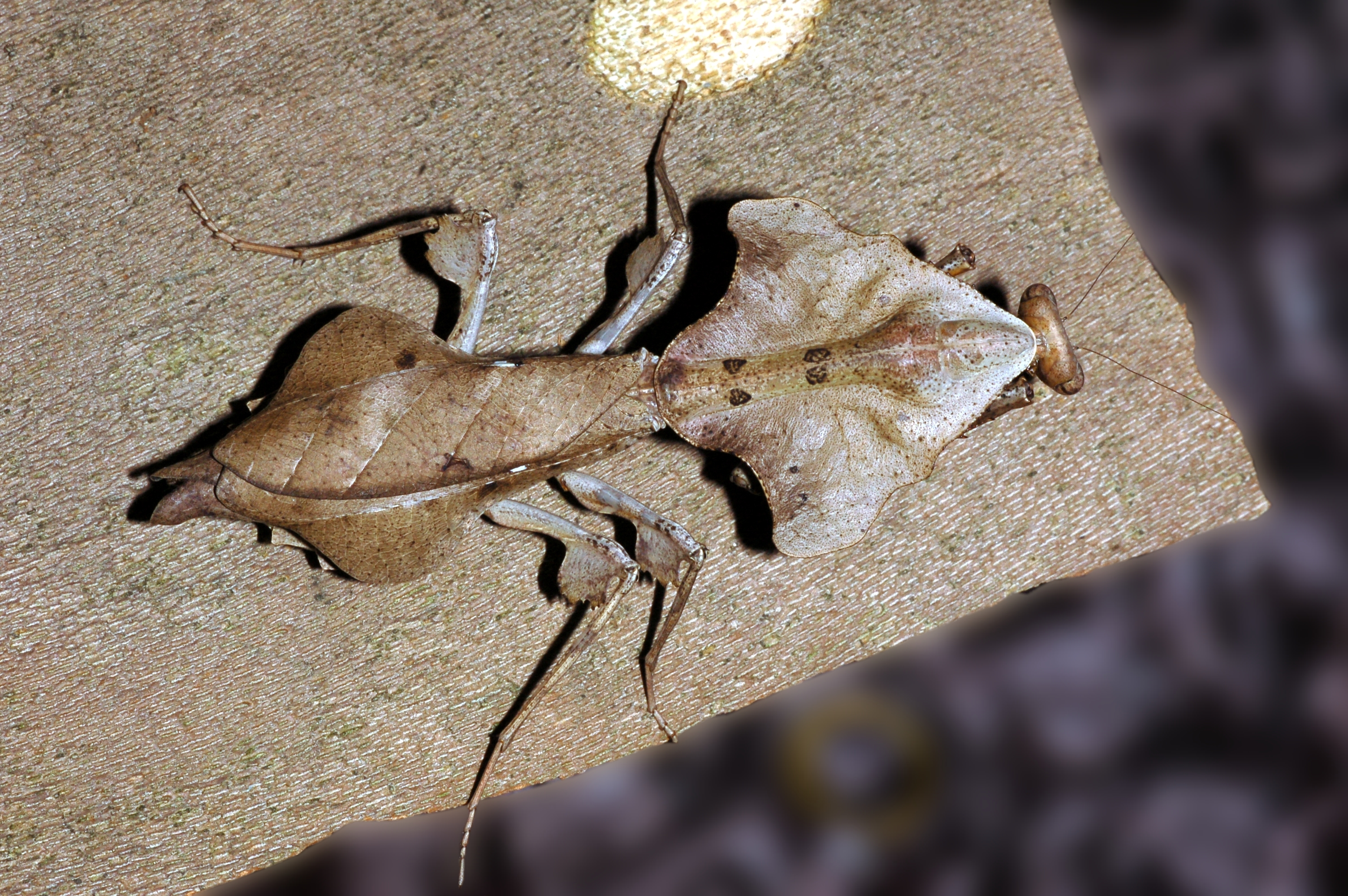
Draufsicht eines Weibchens
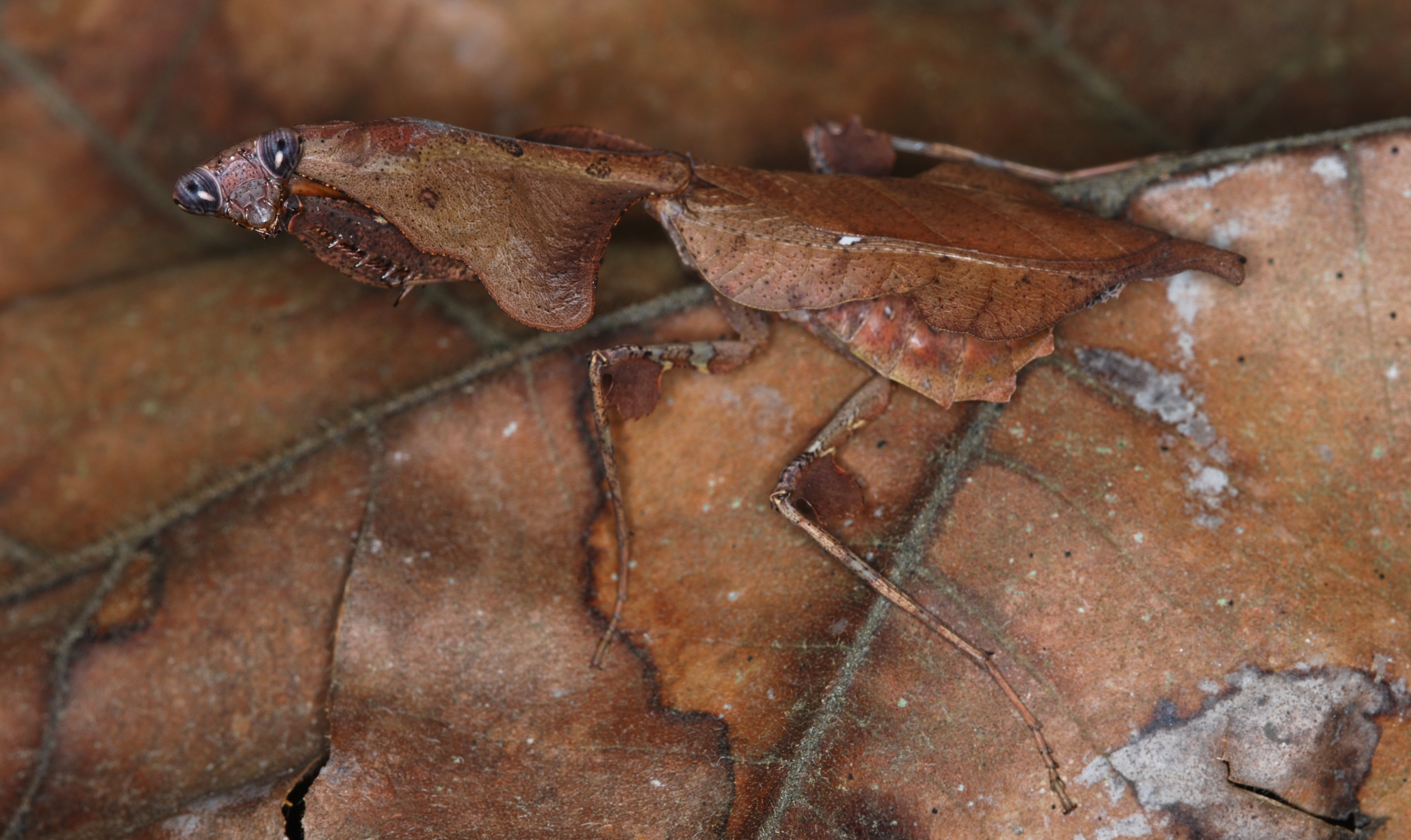
Lateralsicht eines Weibchens
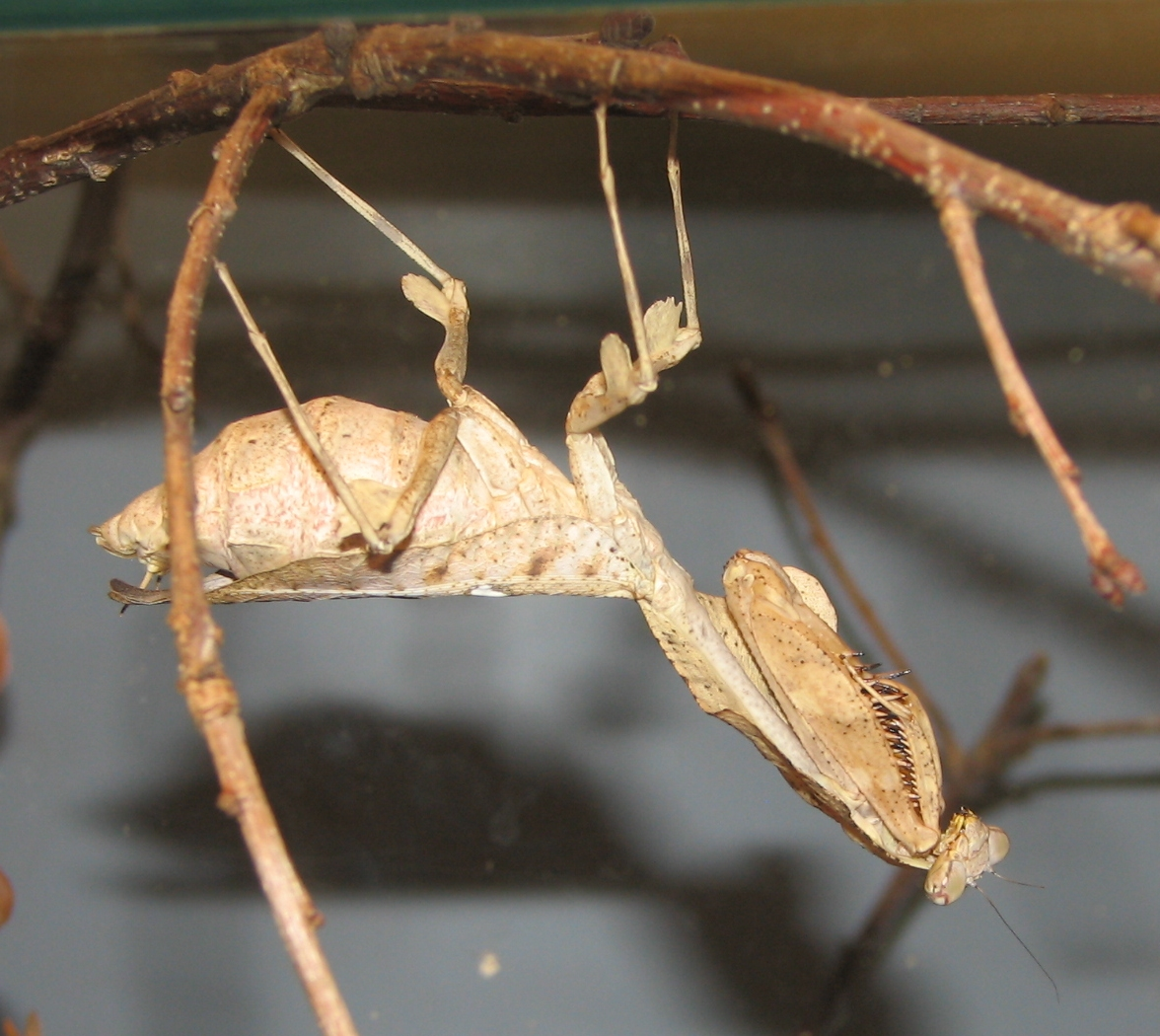
Unterseite eines Weibchens
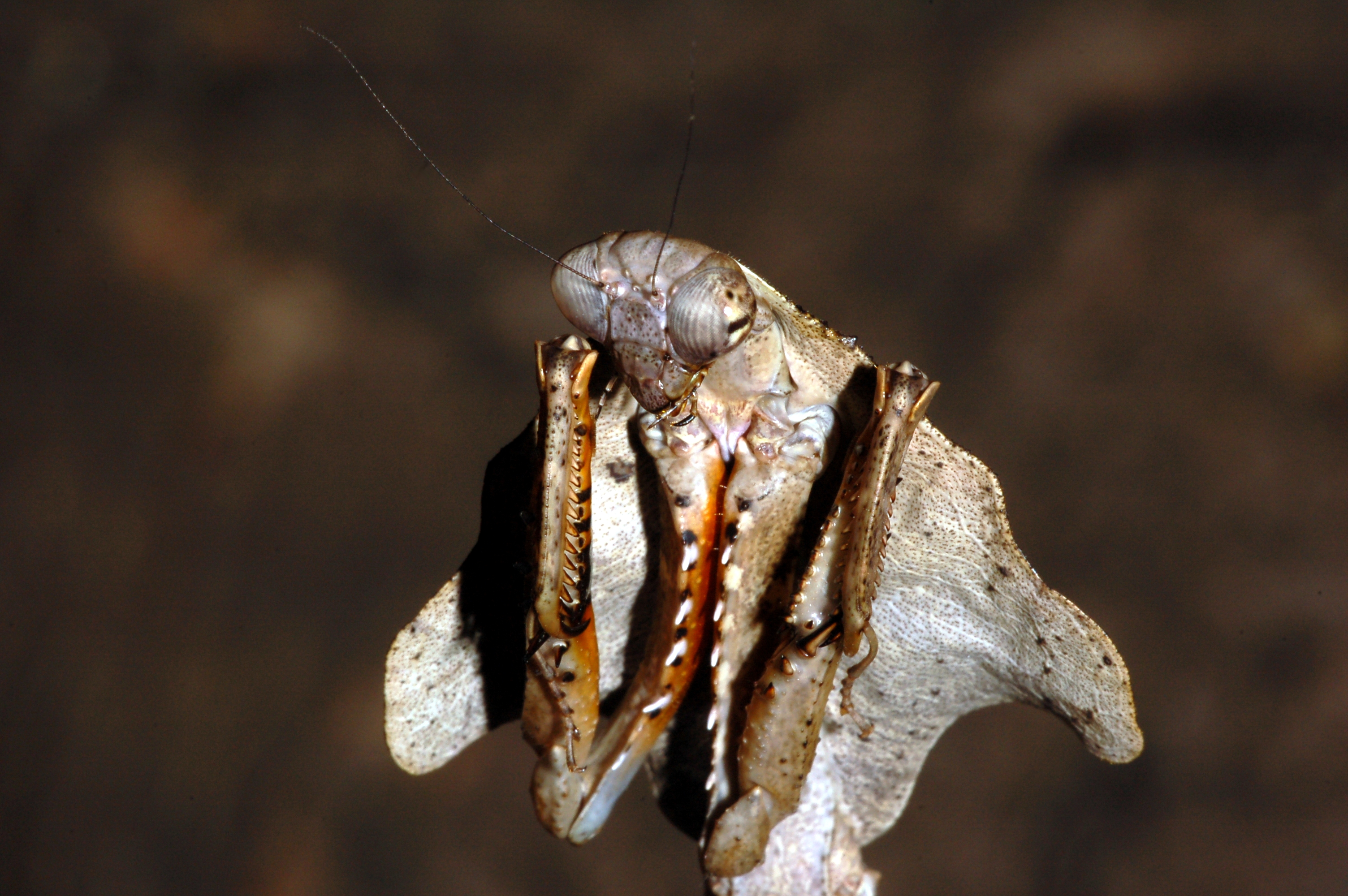
Detailaufnahme eines Weibchens
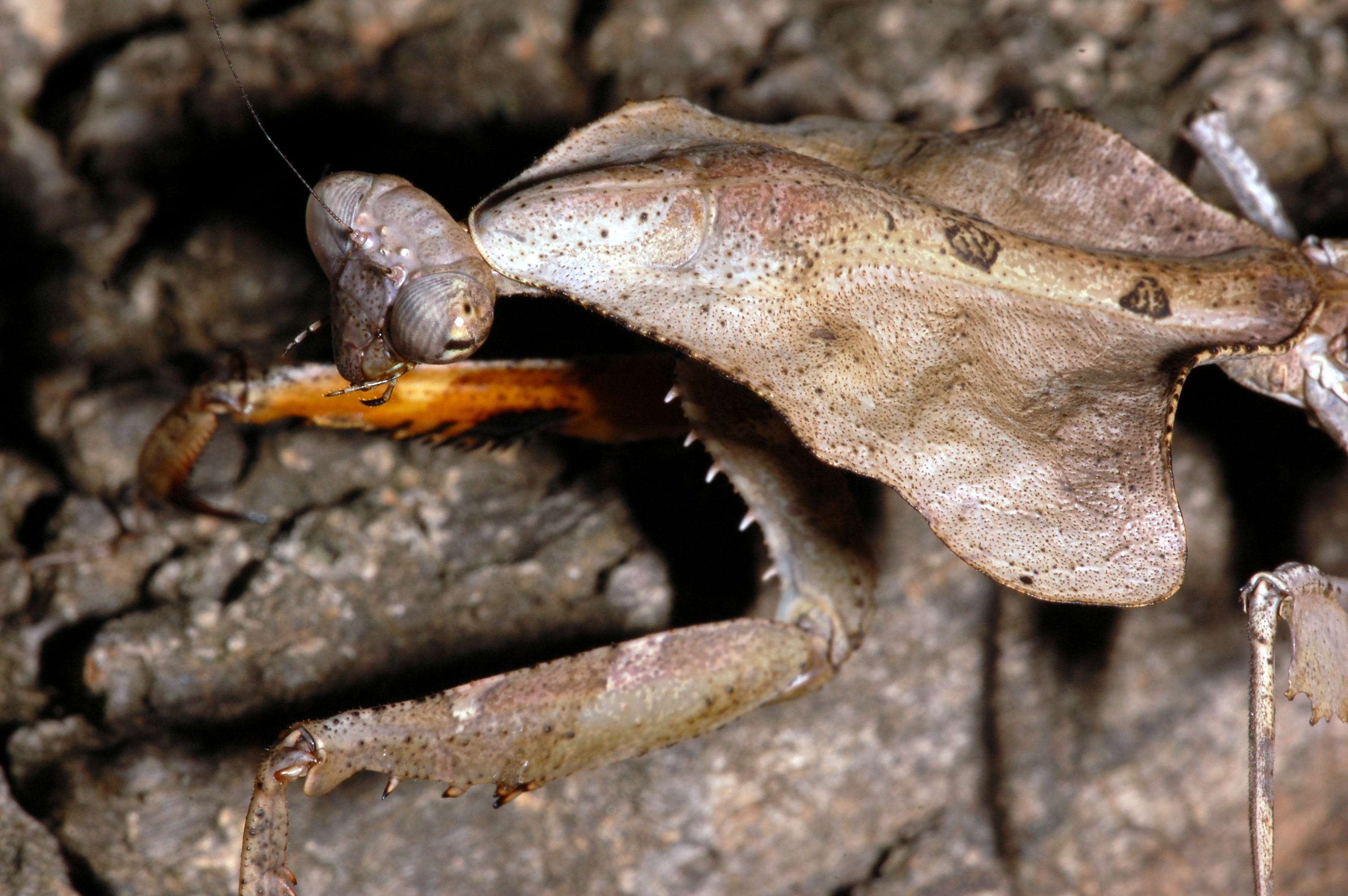
Oberseite des Thorax eines Weibchens
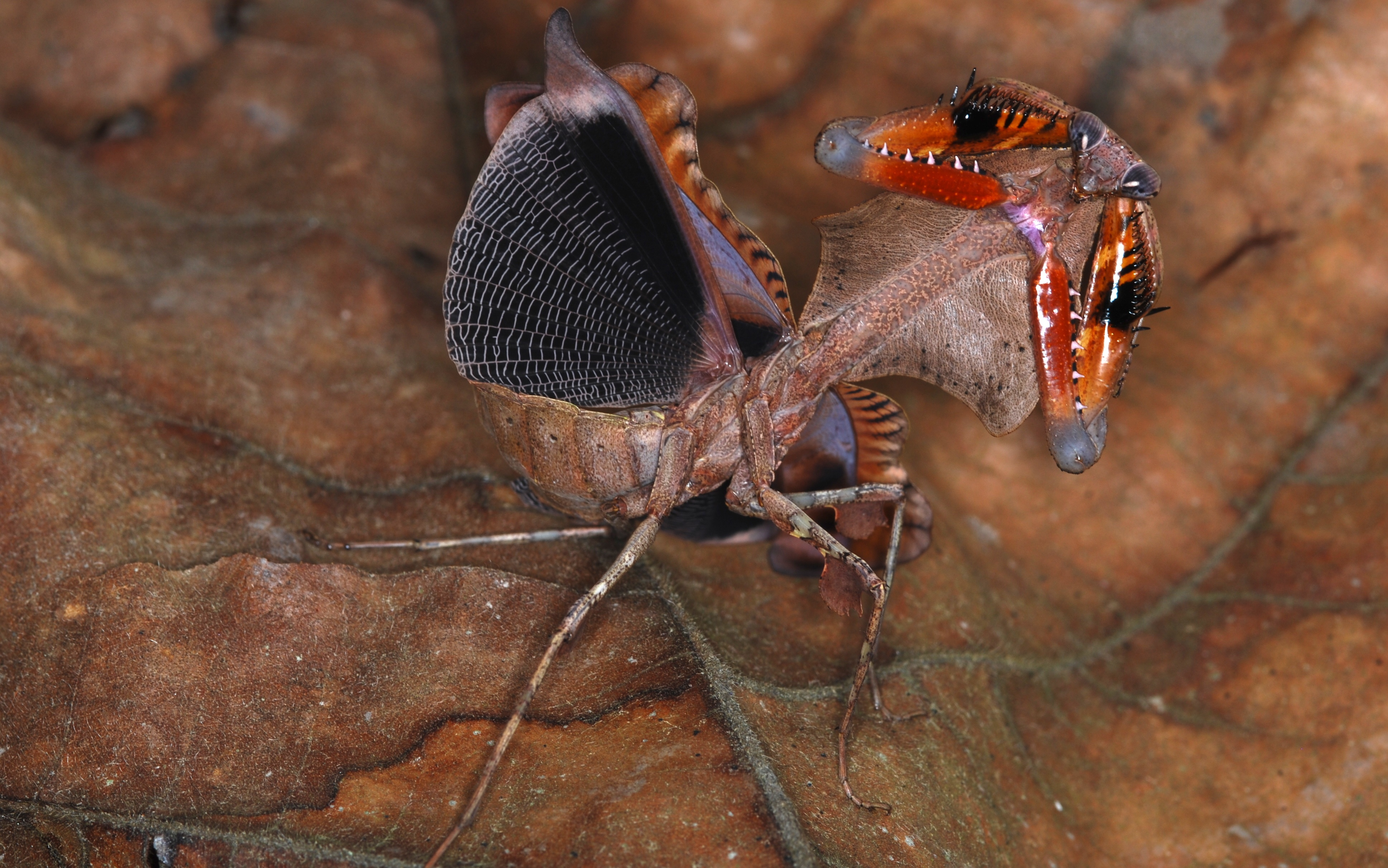
Weibchen in Abwehrhaltung
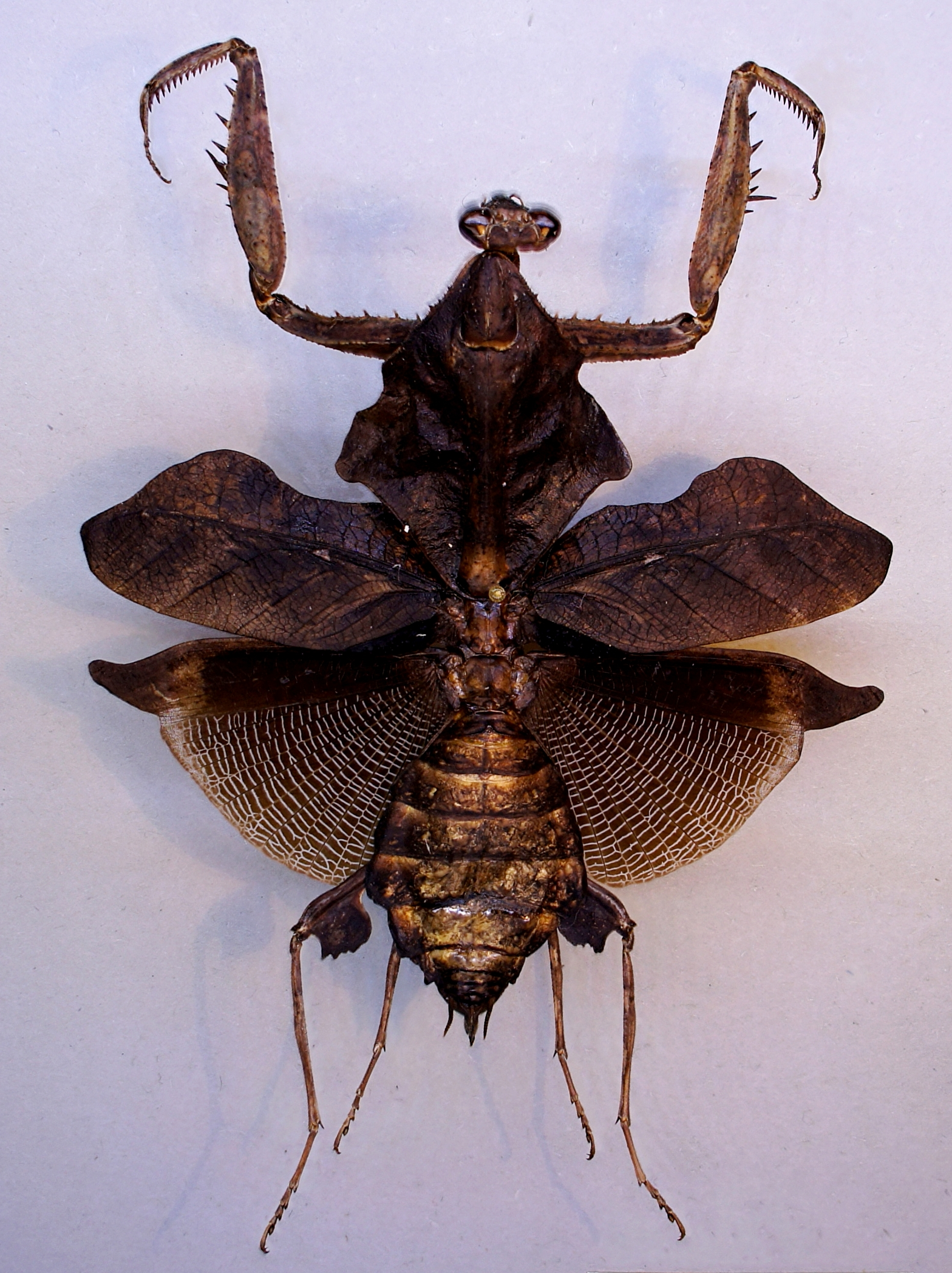
Präpariertes Weibchen in der Zoologischen Staatssammlung München
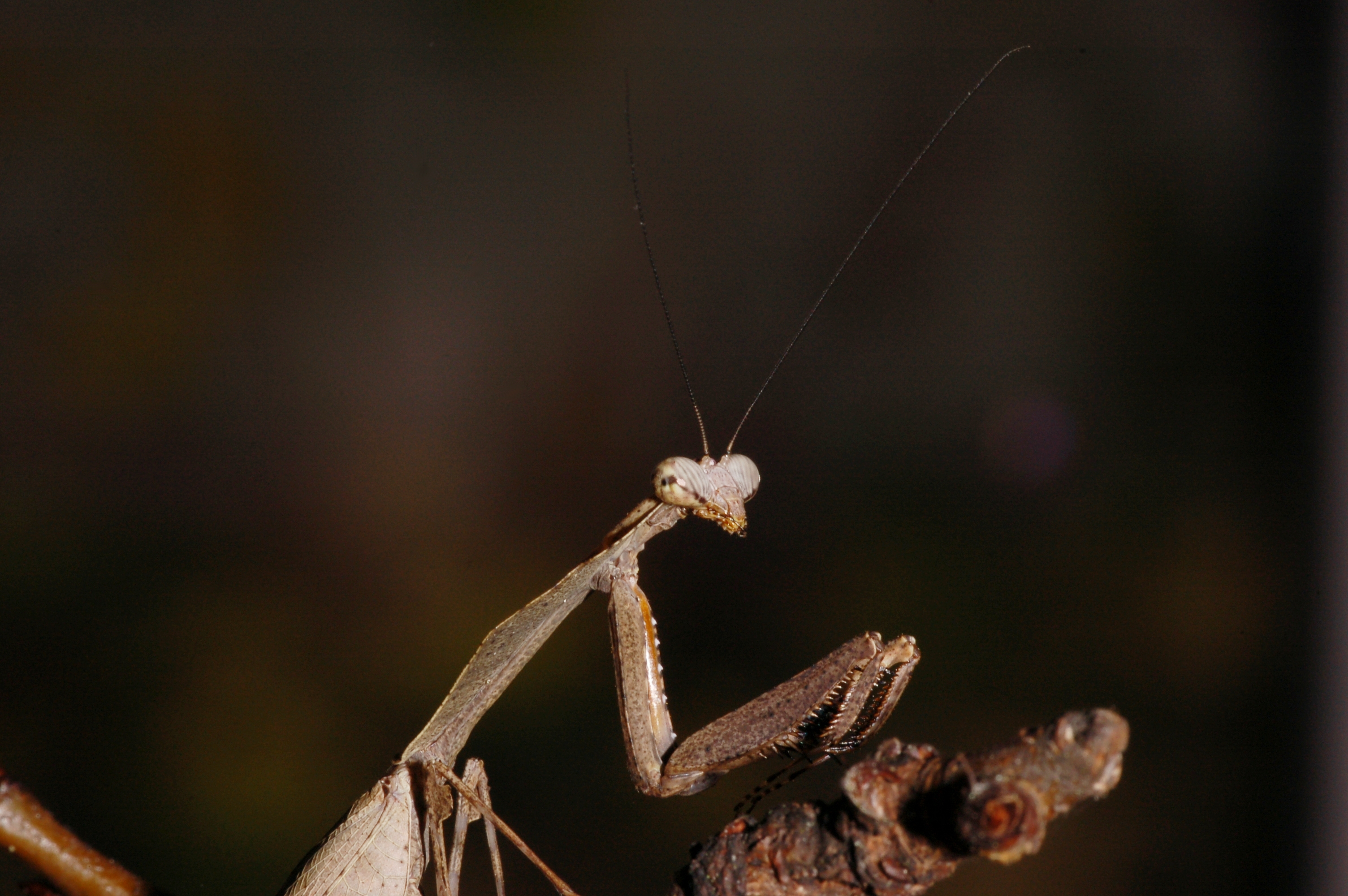
Kopfpartie eines Männchens
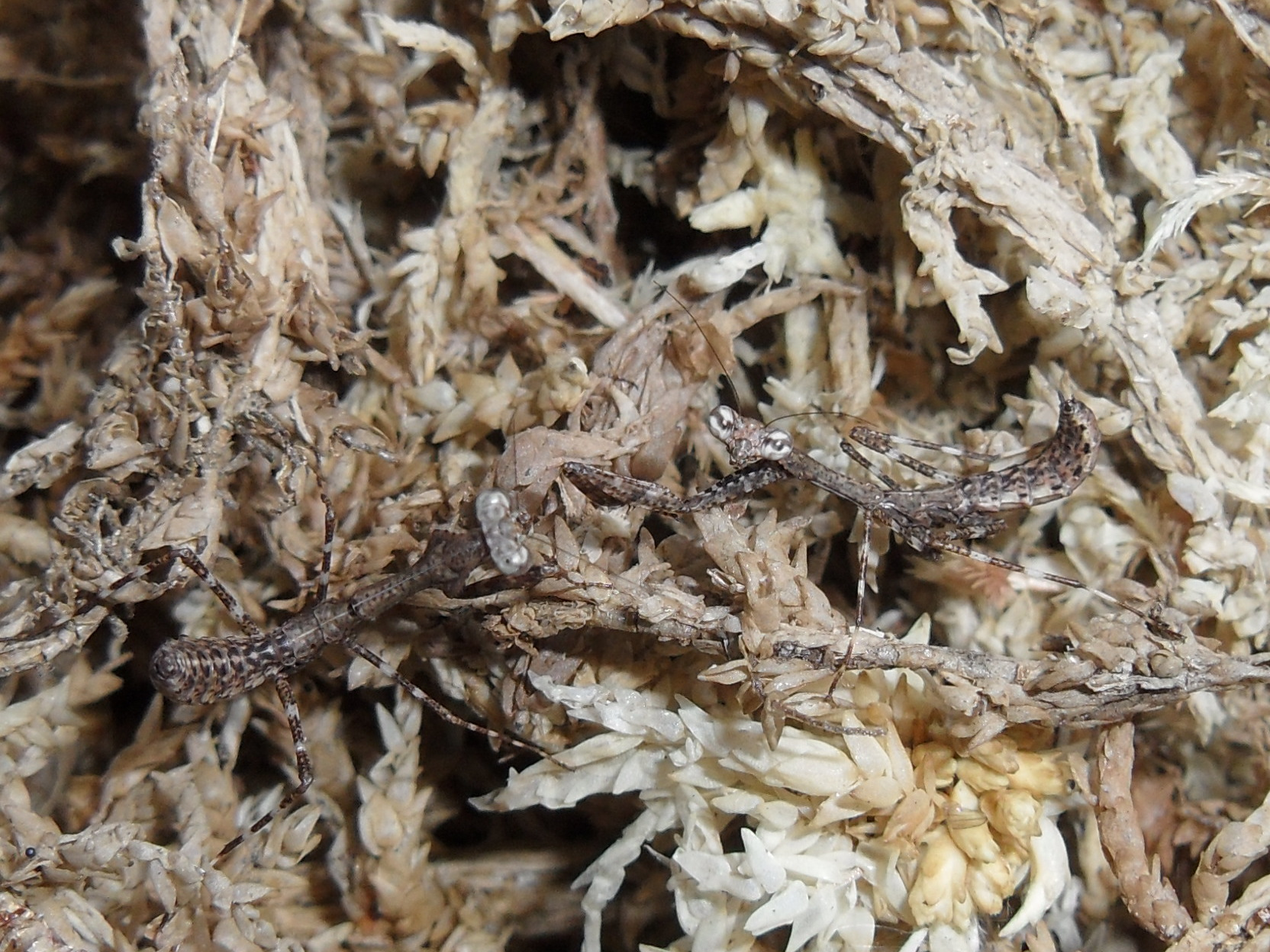
Zwei im ersten Larvenstadium befindliche Nymphen
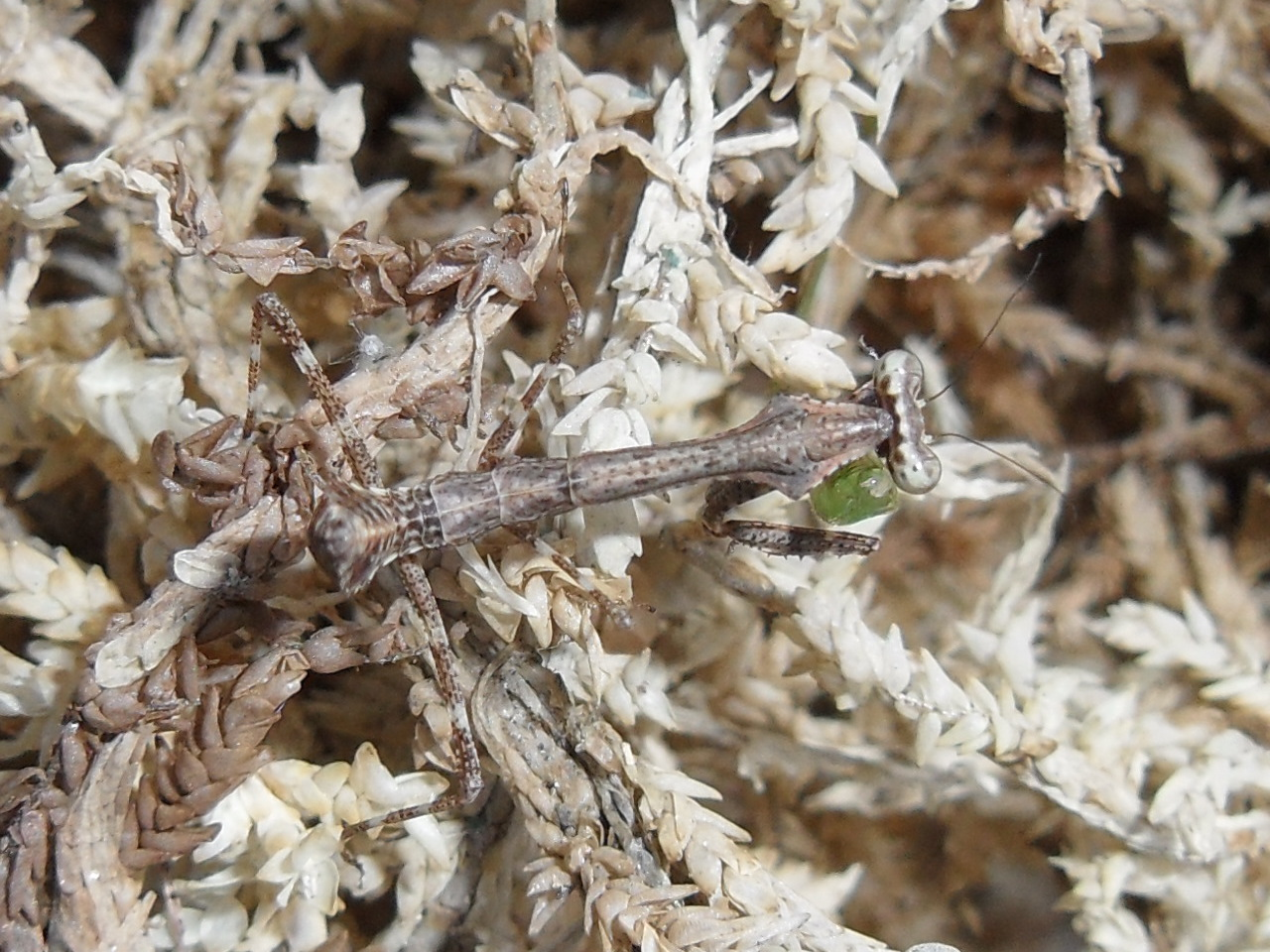
Nymphe im zweiten Stadium
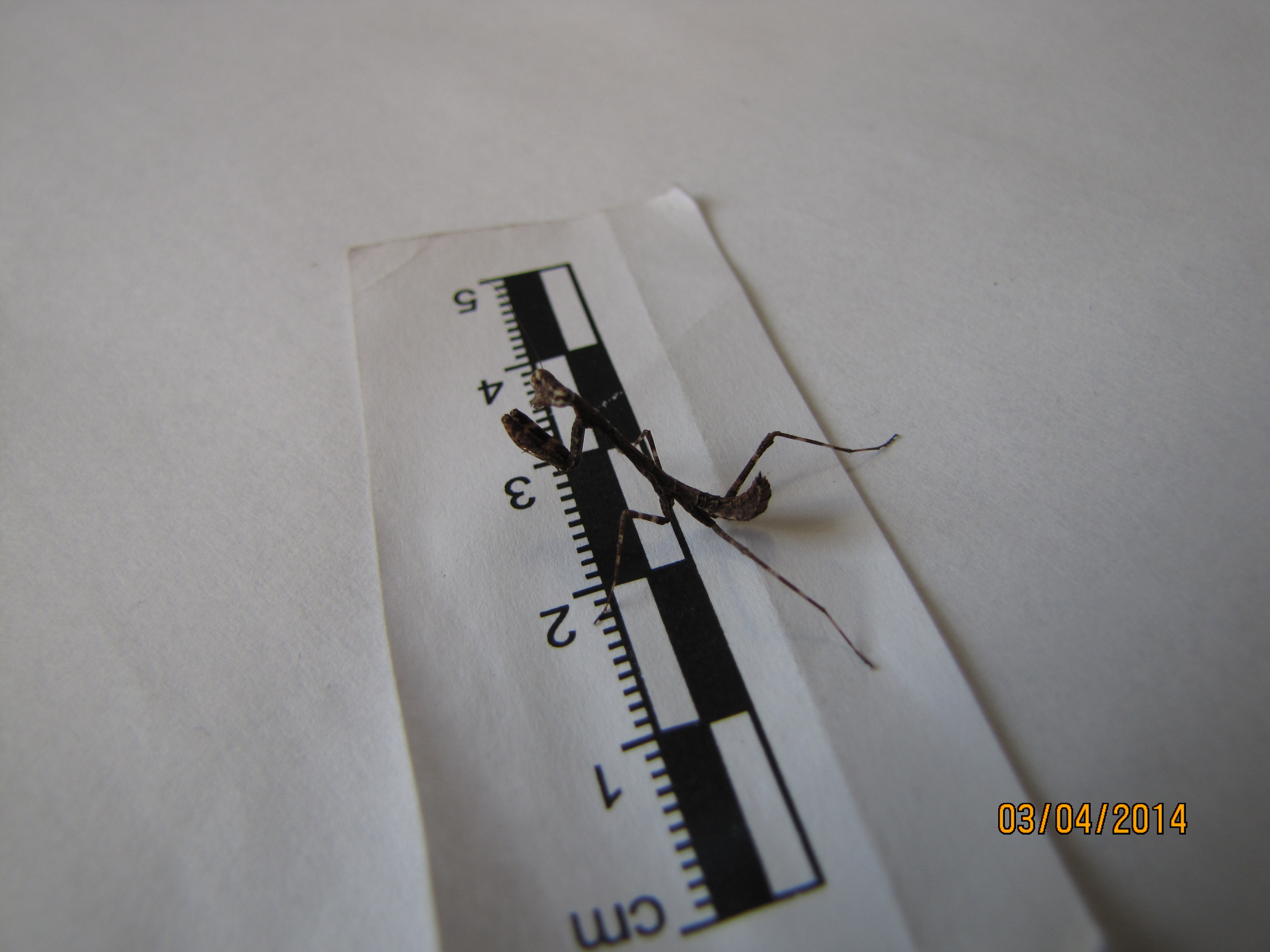
Nymphe im dritten Stadium im Größenvergleich
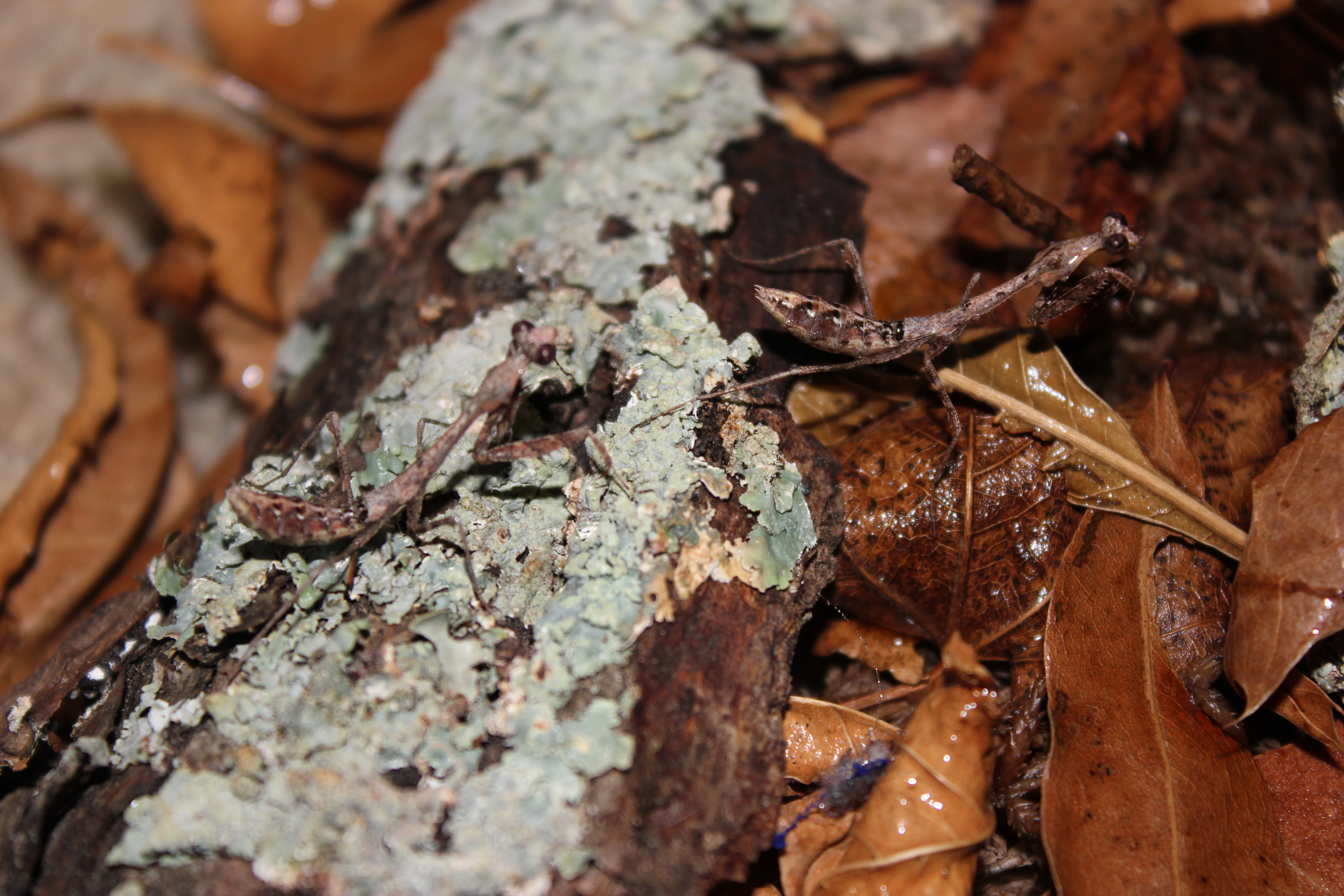
Männliche (links) und weibliche Nymphe (rechts) im vierten Stadium
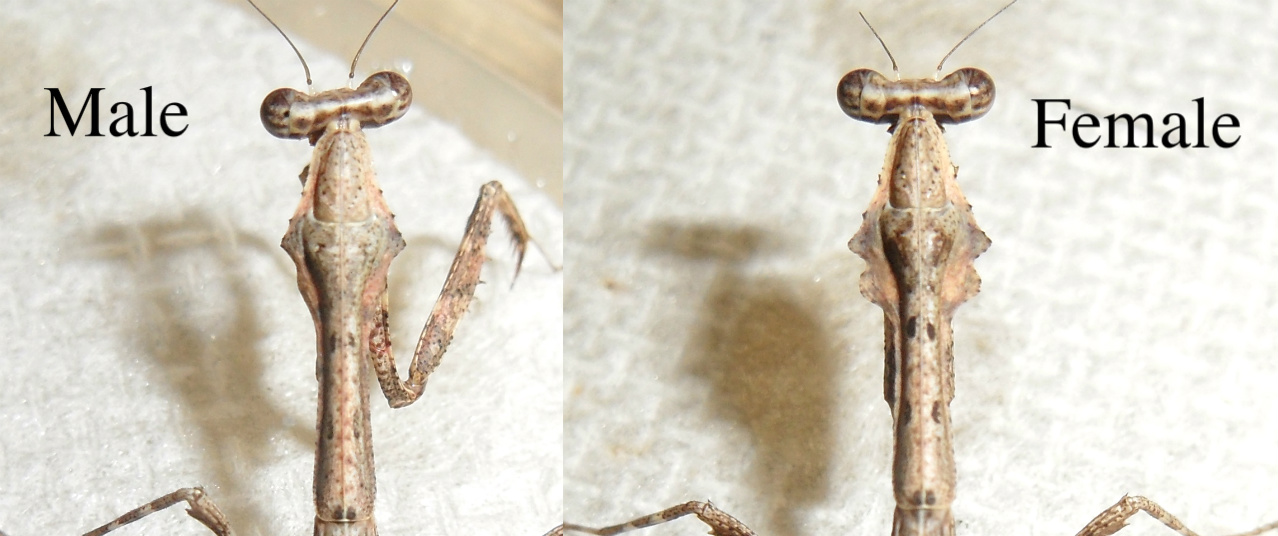
Draufsicht der Kopfpartie einer männlichen (links) und einer weiblichen Nymphe (rechts) im vierten Stadium im Vergleich.